# Worms & Reinforcements United
Worms & Reinforcements United (comúnmente abreviado a Worms United ) es videojuego que combinaWorms y Worms Reinforcements originales para MS-DOS. Combinó ambos en un CD-ROM, y el lanzamiento al por menor original también incluyó un disquete de 3 ½ pulgadas con ilustraciones adicionales.
En 2011 fue lanzado en Steam y en 2012 en GOG.com, corriendo en el emulador DOSBox.
- Datos: Q30916945